# Golden Silvers
Golden Silvers est un groupe de musique de Londres, composé de Gwilym Gold au clavier et au chant, Ben Moorhouse à la basse et Robden Alexis Nunez à la batterie. Leur premier single, "True Romance", est sorti le 20 avril 2009.

## Membres
Membres Actuels
- Gwilym Gold : Clavier, Chant
- Ben Moorhouse : Basse
- Robden Alexis Nunez : Batterie

## Discographie

### Albums
- 2009 : True Romance

### Singles
- 2009 :  True Romance (April 20)
- 2009 :  Arrows of Eros (June 15)
- 2009 :  Please Venus (August 31)

## Liens
- Site Officiel
- Page Myspace
- Critiques du blog C'est Entendu